# Jacques-Quentin de Thierry
Jacques-Quentin de Thierry (Neufchâteau, 21 september 1751 - Luik, 16 februari 1834) was een Zuid-Nederlands edelman.

## Geschiedenis
In 1739 werd door keizer Karel VI erfelijke adel verleend aan Jean de Thierry.

## Genealogie
- Jean de Thierry
  - Pontian de Thierry
    - Jacques-Quentin de Thierry (zie hierna)
    - Jean-Louis de Thierry (1753-1810), generaal in het Oostenrijkse leger

## Levensloop
- Jacques-Quentin de Thierry was een zoon van Pontian de Thierry. Pontian was heer van Houdrigny en Maton, licentiaat in de rechten, meier en ontvanger van de stad Neufchâteau. Hij was getrouwd met Marie-Jeanne Durand. Jacques was getrouwd met Julienne d'Omalius (1754-1825) en hij werd provoost van Neufchâteau in het Hertogdom Luxemburg (Oostenrijkse Nederlanden). In 1822 werd hij, onder het Verenigd Koninkrijk der Nederlanden, erkend in de erfelijke adel. Het echtpaar kreeg vijf kinderen. 
  - Jean Louis Pontian de Thierry (1785-1847) werd ontvanger van de douane en trouwde met Octavie Jeghers (1815-1875).
    - Arnold Octave de Thierry (1835-1868) werd wapenfabrikant en trouwde met Laure Krans (1836-1931). Ze hadden vier kinderen, maar zonder verdere afstammelingen.

  - Jacques de Thierry (1786-1837) werd procureur des Konings in Luik en trouwde met Cécile de Warzée (1788-1867). Ze bleven kinderloos.
  - Charles Ferdinand Eugène de Thierry (1788-1842) werd luitenant-kolonel en trouwde met Louise Perrenet du Battu (1797-1853). Ze hadden een enige dochter.

De laatste naamdraagster was Jeanne de Thierry, dochter van Octave, die in 1942 overleed.